# Tim Farron
Tim Farron MP (Preston, 27 mei 1970) is een Brits parlementslid voor het district Westmorland and Lonsdale.

## Loopbaan
Farron werd al vroeg politiek actief. Voor hij verkozen geraakte werkte hij als assistent aan de Lancaster-universiteit. In 1992 deed hij mee aan de lagerhuisverkiezingen in het North West Durham district. Hij eindigde er als derde, achter Theresa May en Hilary Armstrong. Tussen 1993 en 2000 zetelde hij wel in de County Council van Lancashire, een soort van provincieraad. En tussen 1995 en 1999 was hij ook gemeenteraadslid in South Ribble. Na vruchteloze pogingen in 1997 en 2000 lukte het Farron in 2005 wel om verkozen te worden in het Lagerhuis. Bij de verkiezingen van zowel 2010 als 2015 werd hij herverkozen.
Tussen 2010 en 2015 maakte zijn partij deel uit van de coalitieregering Cameron I. Na de verkiezingen van 2015 werd zijn partij hiervoor afgestraft, ze viel terug van 57 naar 8 zetels. Leider Nick Clegg maakte de avond van de verkiezingen nog bekend zijn leiderschap neer te leggen. In juli van dat jaar nam Farron het op tegen Norman Lamb om het leiderschap van zijn partij. Farron behaalde 56.5% (tegen Lamb 43.5%) en werd zo partijleider.
In de aanloop naar de verkiezingen van juni 2017 kwam Farron onder vuur te liggen wegens zijn religieuze overtuigingen; na aandringen verklaarde hij nadrukkelijk dat hij homoseksuele seks niet als een zonde beschouwde. Op 14 juni 2017 kondigde hij zijn aftreden aan als partijleider, omdat hij vond dat hij zijn christelijke levensbeschouwing niet langer met zijn politieke activiteiten kon verenigen.